# Równanie Vogela-Fulchera-Tammanna
Równanie Vogela-Fulchera-Tammanna (równanie VFT) – empiryczne równanie opisujące w przybliżony sposób zmiany lepkości materiału wraz z temperaturą w zakresie występowania cieczy przechłodzonej. Pierwszy raz zaproponowane przez H. Vogela w 1921 r., a potem użyte przez G. Tammanna i W. Hesse’a oraz niezależnie przez G.S. Fulchera. Równanie VFT bazuje na równaniu Arrheniusa, które w chemii wiąże częstość relaksacji (stałą szybkości reakcji), energię aktywacji i temperaturę, w której zachodzi dana reakcja. H. Vogel zaproponował użycie podobnego równania do opisu zmian lepkości przechłodzonej cieczy jako, że natura procesów rządzących zachowaniem lepkiej przechłodzonej cieczy jest również relaksacyjna. Zmiany lepkości niektórych cieczy (np. SiO
2) mogą być opisywane za pomocą zwykłego równania Arrheniusa, jednak dla większości materiałów lepszą reprezentację zapewnia równanie VFT, które obejmuje również materiały nie wykazujące zmian zgodnych z prawem Arrheniusa. Zgodność równania VFT została zaobserwowana i empirycznie potwierdzona w przechłodzonych cieczach organicznych, nieorganicznych, stopach metali (szkłach metalicznych), polimerach, a nawet szkłach spinowych.

## Postać równania
Równanie VFT ma postać:
{\displaystyle \eta =\eta _{0}\exp \left({\frac {B}{T-T_{0}}}\right),}
gdzie:
{\displaystyle \eta } – lepkość cieczy w temperaturze {\displaystyle T,}
{\displaystyle \eta _{0}} – minimalna lepkość w nieskończonej temperaturze (parametr teoretyczny pomijający przemianę fazową),
{\displaystyle B} – parametr dopasowania,
{\displaystyle T} – temperatura,
{\displaystyle T_{0}} – temperatura VFT reprezentująca temperaturę, w której czas relaksacji i tym samym bariera dla lepkiego płynięcia rosną do nieskończoności (idealna temperatura zeszklenia, zazwyczaj leży w okolicy, lecz poniżej realnej temperatury zeszklenia).
Parametr {\displaystyle B} jest parametrem dopasowania krzywej, więc równanie wymaga danych doświadczalnych do predykcji lepkości w innych niż zmierzone temperaturach.
Wartość {\displaystyle \eta _{0}} może być wyrażona jako kombinacja stałych fizycznych i chemicznych:
{\displaystyle \eta _{0}={\frac {N_{\mathrm {A} }h}{V}},}
gdzie:
{\displaystyle N_{\mathrm {A} }} – stała Avogadra,
{\displaystyle h} – stała Plancka,
{\displaystyle V} – objętość molowa.
Wszystkie trzy parametry charakterystyczne dla danego materiału {\displaystyle (B,\eta _{0},T_{0}),} mogą być również wyznaczone ze zmierzonych punktów pomiarowych {\displaystyle \eta (T),} na podstawie dopasowania trójparametrycznego. Bazując na kilku pomiarach, można określić równanie VFT dla całego zakresu cieczy przechłodzonej.

## Równanie VFT a wykres Angella
Modyfikując równanie VFT, można wprowadzić do niego wartość {\displaystyle D,} która oznacza parametr delikatności (ang. fragility) Angella. Wtedy równanie przyjmuje postać:
{\displaystyle \eta =\eta _{0}\exp \left({\frac {DT_{0}}{T-T_{0}}}\right).}
Parametr {\displaystyle D} kontroluje jak bardzo zależność lepkości od temperatury zbliżona jest do liniowej na wykresie Angella (wykres {\displaystyle \log \eta } od {\displaystyle {\frac {T_{\mathrm {g} }}{T}},} gdzie {\displaystyle T_{\mathrm {g} }} to temperatura zeszklenia). Całkowicie liniowa zależność na takim wykresie {\displaystyle (D=\infty )} nazywana jest arrheniusowską ze względu na możliwość jej opisania równaniem Arrheniusa oraz podobieństwo wykresu Angella do wykresu Arrheniusa (logarytm naturalny stałej szybkości reakcji od {\displaystyle {\frac {1}{T}}}) gdzie reakcje spełniające prawo Arrheniusa posiadają wykres w postaci zależności liniowej. Większość materiałów na wykresie Angella posiada krzywe nie-arrheniusowskie (wykresy nieliniowe, szybkość zmian lepkości jest zmienna wraz z temperaturą i gwałtownie wzrasta, zbliżając się do {\displaystyle T_{\mathrm {g} }} podczas chłodzenia), możliwe do przybliżonego opisania równaniem VFT. Ciecze o wysokim {\displaystyle D} (161 dla SiO
2) są nazywane trwałymi (ang. strong), natomiast te o małym (około 2) nazywane są delikatnymi (ang. fragile). Wysoki parametr {\displaystyle D} zazwyczaj oznacza wysoką zdolność tworzenia stabilnej struktury amorficznej podczas chłodzenia, choć nie zawsze jest to reguła.